# Jurek Dybał
Jurek Dybał (polnisch Jerzy Dybał; * 22. Juni 1977 in Bytom) ist ein polnischer Dirigent und Kontrabassist.

## Leben
Dybał begann Kontrabassstudien in der Musikschule Bytom unter Gerard Przybyła, wo er 1996 mit Auszeichnung abschloss, und setzte 2001 das Studium an der Fryderyk-Chopin-Musikakademie in Warschau in der Klasse von Andrzej Mysiński fort. Zusätzlich besuchte er Meisterklassen, Orchesterworkshops und Privatstunden bei Alois Posch, Klaus Stoll, Gary Karr, Franco Petracchi, Esko Laine, Johannes Auersperg und Josef Niederhammer.
Im Alter von 15 Jahren wurde er das jüngste Mitglied des Gustav Mahler Jugendorchesters und erhielt ein Stipendium der Yamaha Foundation of Europe. Seine Tätigkeit als Orchestermusiker führte ihn von Warschau, wo er unter der Leitung von Yehudi Menuhin und Krzysztof Penderecki von 1997 bis 2001 als Stimmführer in der Sinfonia Varsovia spielte, über die Münchner Philharmoniker (2001–2003) bis zum Wiener Staatsopernorchester im Jahr 2003, wo er seit 2006 die Position des Stimmführers in der Kontrabassgruppe innehat. Ebenso spielte er als Substitut bei polnischen Orchestern und dem Symphonieorchester des Bayerischen Rundfunks. Weiters war Dybał eines der Gründungsmitglieder des Mahler Chamber Orchestra, welches Claudio Abbado etablierte.
Als Solist und Kammermusiker gastierte er beim Australian Chamber Orchestra, dem Deutschen Kammerorchester Berlin, dem Polish Chamber Orchestra, dem Wratislavia Orchestra, dem Concerto Avenna, den Wiener Virtuosen, dem Klavierquintett Wien, dem Münchner Septet, dem Prima Vista Quartet und dem Silesian Quartet.
Dybał konzertierte auf dem Festival in Aix en Provence, bei Toujour Mozart in Wien und Salzburg, dem Chopin Festival, dem Festival de Pablo Casals in Prades, im Pariser Théâtre des Champs-Élysées und in Puerto Rico, bei Music Isle Jeju in Korea, oder dem Ludwig van Beethoven Oster-Festival in Warschau.
Als Lehrer gibt Dybał Meisterkurse in Frankreich, Australien, Korea, Japan, Puerto Rico und Kanada. Sein besonderes Augenmerk liegt auf Alter Musik und auf diesem Gebiet arbeitete er mit La Stagione Frankfurt, Il Tempo Warsaw und Trevor Pinnock oder Marc Minkowski zusammen. Er wurde mit dem Phonographic Award in der Kategorie Alte Musik ausgezeichnet.
Außerdem wirkt Dybał als Dirigent. Er nahm an Meisterkursen bei Jorma Panula teil und gründete das Paderewski Chamber Orchestra, mit dem er bei europäischen Festivals mitwirkte und nahm eine neuentdeckte Suite for strings von Ignacy Jan Paderewski als Weltpremiere auf.
Von 2014 bis 2021 war er Direktor der Sinfonietta Cracovia.